# دهستان تویلا
دهستان توری (به لاتین: Toila Parish) یک دهستان در استونی است که در شهرستان ایدا-ویرو واقع شده‌است.